# André Charlet
André Fernand Charlet (* 23. April 1898 in Chamonix-Mont-Blanc; † 24. November 1954 ebendort) war ein französischer Eishockeyspieler.  

## Karriere
André Charlet nahm für die französische Eishockeynationalmannschaft an den Olympischen Winterspielen 1924 in Chamonix sowie 1928 in St. Moritz teil. Bei der Europameisterschaft 1924 gewann er mit seiner Mannschaft die Goldmedaille.
Auf Vereinsebene spielte er für den Chamonix Hockey Club, mit dem er unter anderem in den Spielzeiten 1922/23 und 1924/25 jeweils den französischen Meistertitel gewann. 

## Erfolge und Auszeichnungen

### National
- 1923 Französischer Meister mit dem Chamonix Hockey Club
- 1925 Französischer Meister mit dem Chamonix Hockey Club

### International
- 1924 Goldmedaille bei der Europameisterschaft